# Doclea

Territorios serbios en el, según De administrando imperio. Doclea se hallaba al sur (color amarillo).

Doclea o Dioclea (serbio: Duklja, cirílico: Дукља, latín: Doclea o Diocleia) fue un Estado medieval sudeslavo situado en el territorio que incluía las tierras de la ribera del Zeta, el lago Escútari y las bocas de Kotor. Fue en un principio un territorio autónomo del Gran Principado (županato) de Rascia, a su vez vasallo del Imperio bizantino, pero obtuvo su independencia a mediados del siglo XI, gobernado por la dinastía Vojislavljević. En el siglo XII, Esteban Nemanja lo incorporó al Estado serbio de Rascia, el cual se transformó en el reino de Serbia en 1217 y el Imperio serbio en 1346. Tras la fragmentación de Serbia, Doclea se volvió parte del  Principado de Zeta (aproximadamente el actual Montenegro). Según el emperador Constantino VII en su obra De administrando imperio, el documento más fiable de la época, los serbios habitaban las tierras de Doclea, Travunia, Zachlumia, Pagania, y Rascia.
El nombre de Doclea provenía de Docleata, una antigua tribu iliria. Situada cerca de la actual Podgorica, su capital fue Duklja. Durante su pertenencia al Imperio romano, Duklja fue capital de la provincia de Praevalitana. Hasta finales de la Edad Media, Skadar pasó a ser la capital del Estado, mientras que la capital real era  Ston, en la actual Croacia.
El vínculo entre los nombres Doclea y Zeta no está claro, ya que los dos términos se superponen a menudo. Doclea suele hacer referencia a la región costera entre la bahía de Kotor y el lago Escútari, mientras que Zeta se suele referir a las tierras alrededor del río Zeta. Zeta es el predecesor más preciso del Montenegro del siglo XIX, mientras que el Montenegro actual abarca ambos territorios. Según otra interpretación, Doclea estaba integrada por Zeta y Travunia. En cualquier caso, el nombre Doclea no se volvió a utilizar después de la Edad Media. 
El período en que la zona fue conocida como Doclea (del siglo IX hasta el final del siglo XII) es considerado a menudo el más próspero en la historia de los montenegrinos.

## Historia

### Primeros tiempos
Poco se sabe sobre Doclea antes del siglo XI. La fuente principal sobre la historia de los primeros estados eslavos del sur es De Administrando Imperio del emperador Constantino VII (escrito antes de 952). La obra no menciona casi nada sobre Doclea, aparte de que fue colonizada por eslavos y gobernada por los emperadores bizantinos. Probablemente no existía como entidad independiente antes de finales del siglo X. Los bizantinos gobernaron ciudades costeras como Doclea, Antivari, Kotor y el territorio que las rodeaba. Datos arqueológicos (un sello personal perteneciente a «Pedro de Diokleia») sugiere que los funcionarios locales administraban esta pequeña región en nombre del emperador. Las regiones eslavas que no estaban directamente bajo el dominio bizantino (como Travunia) se organizaron en numerosos župa, (aproximadamente, un condado) gobernados por familias nativas.
Hay mención de incursiones de eslavos en territorio romano oriental en 518, y en la década de 580 estos habían conquistado grandes regiones conocidas conjuntamente como Sclavinia («eslavo», de Sklavenoi). Doclea fue colonizada principalmente por eslavos durante el siglo VII, aunque la zona había sufrido ya incursiones de ávaros y eslavos en el siglo anterior. Al ser una región montañosa, quizás sirvió como refugio a poblaciones preeslavas. Según Noel Malcolm, la Serbia occidental moderna era un territorio donde los serbios se asentaron en el siglo VII y desde allí expandieron su autoridad a Doclea. El príncipe Višeslav (fl. 768-814), el primer monarca serbio conocido por su nombre, gobernó las tierras hereditarias (Županias o condados) de Neretva, Tara, Piva y Lim. Logró unir varias provincias y tribus más en lo que se convertiría en el Principado de Serbia. A Višeslav le sucedió su hijo Radoslav y luego Prosigoj, tiempo durante el cual los serbios habitaban la mayor parte de Dalmacia (según los Anales reales francos de 822) pero según Fine, era difícil encontrar serbios en esta zona ya que las fuentes bizantinas se limitaban a la costa sur; no obstante, es posible que entre otras tribus existiera una o grupo de pequeñas tribus de serbios.  El príncipe Vlastimir unió aún más a las tribus serbias contra la creciente amenaza del Imperio búlgaro; su reino se extendía por el suroeste de Serbia, gran parte de Montenegro, el este de Herzegovina y el sureste de Bosnia. El príncipe Petar Gojniković venció a Tišemir de Bosnia y se adueñó del valle del Bosna. Luego se expandió a lo largo del Neretva, sometiendo a los narentinos; allí parece haber entrado en conflicto con Miguel Višević, aliado búlgaro y señor de Zachlumia (con Trebinje y la mayor parte de lo que luego sería Doclea). Miguel Višević se enteró de la posible alianza entre Serbia y los bizantinos y advirtió a Simeon. Este derrotó a Petar;  búlgaros y bizantinos se disputaron las tierras serbias durante los años siguientes. El príncipe Časlav encabezó una confederación de tribus que se extendían por un vasto territorio. Se hizo con las regiones que anteriormente ocupaba Miguel, quien desaparece de las fuentes en 925. Según algunas fuentes, el «estado» de Časlav tuvo su centro en Kotor.
Los bizantinos se apoderaron de Rascia (el interior) tras la muerte de Časlav hacia el año 960; Serbia se disolvió en varios principados y desaparecen las menciones a la primera dinastía en los documentos. Un tal Pedro, cuyo sello se ha encontrado, fue arconte Diokleias probablemente a principios del siglo XI. Una misión diplomática serbia, probablemente enviada desde Doclea, llegó a la capital bizantina de Constantinopla y fue registrada en una carta del Gran Monasterio de Lavra, escrita en 993. En el siglo XI, Jovan Vladimir gobernó Doclea, desde su corte en Antivari, en la costa del Adriático; tuvo gran parte del Pomorje —costa de Montenegro, Herzegovina y parte meridional de Dalmacia— bajo su control, incluidas Travunia y Zachlumia. Su reino puede haberse extendido hacia el oeste y el norte para abarcar también algunas partes de Zagorje (interior de Serbia y Bosnia). La posición preeminente de Vladimir sobre otros nobles eslavos de la región explica por qué el emperador Basilio se dirigió a él para forjar una alianza antibúlgara. Con las manos atadas por la guerra en Anatolia, Basilio necesitaba aliados para su guerra contra el zar Samuel, señor del imperio búlgaro que se extendía por el norte y oeste de Bulgaria, Macedonia, Serbia, Rascia y Epiro. En represalia, Samuel invadió Doclea en 1009 y atravesó Dalmacia hasta la ciudad de Zadar, incorporando Bosnia y Serbia a su reino. Después de derrotar a Vladimir, Samuel lo mentuvo como príncipe vasallo. No sabemos cuál era la conexión de Vladimir con la dinastía serbia anterior, ya que gran parte de lo que está escrito en las Crónicas del sacerdote de Doclea sobre la genealogía de los señores doleanos es mitológico. Vladimir fue asesinado por Vladislav, el hermano y sucesor de Samuel, alrededor del año 1016. El último miembro destacado de su familia, su tío Dragimir, fue asesinado por unos ciudadanos de Kotor en 1018. Ese mismo año, los bizantinos habían vencido a los búlgaros y, de un golpe magistral, recuperaron casi todos los Balcanes.

### Apogeo
La victoria bizantina sobre los búlgaros fue un acontecimiento crítico en la historia de los Balcanes. Los bizantinos señoreaban la mayor parte de los Balcanes: Bulgaria, Serbia, Doclea y Bosnia volvieron a caer en su poder por primera vez desde el siglo VI. Se sabe poco de los acontecimientos del interior de la península durante gran parte del siglo XI. Serbia central probablemente estaba bajo la jurisdicción del estratego (gobernador) de Sirmio, Constantino Diógenes. Algunos historiadores sugieren que Doclea la administraban directamente los estrategos de Dirraquio, mientras que otros postulan que lo hacía un príncipe nativo (cuyo nombre no ha sobrevivido), en calidad de vasallo bizantino. De cualquier manera, la nobleza eslava estaba bajo control bizantino.

Los Balcanes occidentales en 1089, con Doclea y sus territorios sometidos.

Aunque fue de corta duración, la influencia de Vladimir en la política balcánica desplazó el centro del dominio serbio del interior de Serbia a la costa. Este era un »estado serbio renovado centrado en Doclea».
En la década de 1030, como han escrito Skylitzes y Cecaumeno, Esteban Vojislav, que ostentaba el título de «arconte y toparca de la kastra de Dalmacia, Zeta y Ston», dirigió a los «serbios que renunciaron al dominio bizantino».  Según el CPD, era sobrino de Vladimir. En 1034, se adueñó de Doclea mientras los bizantinos cambiaban de monarca. Estos tomaron represalias enviando tropas desde Dirraquio y capturaron a Vojislav, que fue enviado a Constantinopla. Logró escapar y emprendió la resistencia guerrillera desde las montañas de Doclea. Derrotó a varias expediciones de los bizantinos y los expulsó de la mayor parte de la región. Una rebelión eslava centrada en Belgrado, organizada por Pedro Deljan a finales de la década de 1030, favoreció a Vojislav al desviar la atención enemiga de Doclea. Ello le permitió fijar su gobierno en Escútari y extender su autoridad de Doclea a Travunia y una parte de Zachlumia. Asedió además la ciudad bizantina de Dirraquio y se apoderó de las tierras que la rodeaban.
En 1042, desbarató otra ofensiva bizantina. Los bizantinos habían enviado una coalición de jefes vasallos eslavos para luchar contra Voislav. La formaban el župan de Bosnia, el knez (príncipe) Ljutovid de Zachlumia y el župan de Rascia. Fine sugiere que, bajo el dominio bizantino, Rascia había surgido en la década de 1040 como otro estado serbio (más o menos centrado en lo que ahora es el sur de Serbia y Kosovo). Vojislav obtuvo una gran victoria contra sus atacantes. Derrocó a Ljutovid y se adueñó de sus tierras. Doclea devino sin duda el principal estado eslavo.
Vojislav murió probablemente en 1043. De sus cinco hijos, Mihailo (Miguel) se aseguró finalmente el gobierno en 1046. Era un diplomático hábil, fomentó las buenas relaciones con los bizantinos al casarse con uno de los parientes del emperador, ganándose el título de protostrator. También entabló relaciones diplomáticas con las potencias occidentales al casar a uno de sus hijos, Constantino Bodin, con la hija del gobernador normando de Bari. Arrebató Rascia a los bizantinos en la década de 1060 y encargó su gobierno a uno de sus hijos, Petrislav. En 1072, apoyó otra rebelión eslava en Macedonia enviando un contingente acaudillado por su hijo Constantino Bodin. Después del éxito inicial, La crónica del sacerdote de Doclea afirma que Bodin fue proclamado zar, como Pedro III de Bulgaria. Los bizantinos contraatacaron y apresaron a Bodin, que fue liberado por mercenarios venecianos contratados por su padre.

Los territorios de Constantino Bodin a finales del, antes de ser vencido por los bizantinos.

En algún momento, Miguel adquirió el título de rey. La mayoría de los estudiosos sitúan esta fecha en 1077, cuando recibió un legado del papa que se refiere a él como el «rey de los eslavos». Sin embargo, Curta sugiere que Miguel pudo haber sido rey ya en 1053, ya que se proclamó como tal tras recibir el título de protostrator del emperador. Sin embargo, el reconocimiento formal como rey en la Europa medieval requería el reconocimiento del papa o del emperador bizantino. De cualquier manera, ostentaba el título en 1077.
Cuando Miguel murió en 1081, le sucedió su hijo Constantino Bodin. Los normandos atacaron el sur de Dalmacia y conquistaron Dirraquio y Ragusa. Se esperaba que Bodin ayudara al emperador en Dirraquio; en cambio permaneció inactivo (posiblemente como parte de un plan pactado con los normandos) y se limitó a contemplar la completa derrota de los bizantinos. La primera etapa de su reinado se dedicó a afianzar su autoridad y entrometerse en asuntos bizantino-normandos, desatendiendo otras partes del reino. La Crónica del sacerdote de Doclea señala que Bodin envió una expedición a Bosnia y Rascia. Dado que su padre, Miguel, ya se había adueñado de Rascia antes, se infiere que la región debió de librarse de la dominación de Doclea en el entretanto. Bodin la sometió nuevamente y colocó a sus primos Vukan y Marko (los hijos de Petrislav) como županes del territorio. También conquistó Bosnia y la entregó a uno de sus cortesanos, Stipan, para que la administrara en su nombre. Aunque Bodin fue reconocido como «rey de Doclea y Dalmacia», no hay pruebas que sugieran que Bosnia, Zachlumia, Doclea y Rascia formasen un reino unitario: cada región conservaba su propia nobleza hereditaria, pero estaba bajo el dominio político y militar de Doclea.
En 1085, los bizantinos tomaron la delantera en sus guerras con los normandos, recuperando Dirraquio y Ragusa. En 1090, castigaron a Bodin por su imprudencia, posiblemente capturándolo por segunda vez, y no se sabe mucho de él desde ese momento hasta que falleció hacia el 1101. Rascia, Zachlumia y Bosnia probablemente se liberaron del vasallaje de Doclea.
En el siglo X, después del Sínodo de Split, esta ciudad extendió su jurisdicción eclesiástica sobre gran parte de la costa dálmata, excepto las regiones del sur (incluida la mayor parte de Doclea), que dependían del Arzobispado de Dirraquio. Sin embargo, pronto otras ciudades disputaron a Split su posición preeminente: Antivari y Ragusa. El Cisma de Oriente pronto tendría un gran impacto en Serbia, no solo religiosa, sino también políticamente. Dado que Serbia estaba situada en la zona fronteriza entre la jurisdicción romana y la constantinopolitana, los señores serbios intentaron explotar esta rivalidad en su beneficio. Los eslavos que vivían a lo largo de la costa sur de Dalmacia cayeron bajo la jurisdicción religiosa de Roma, que se ejercía a través de los arzobispos de Split, Antivari y Ragusa. El resto, en el interior que se extiende hasta Serbia, estaba bajo el patriarca de Constantinopla, representado por los arzobispos de Ocrida, Sirmio y Dirraquio. La intención del rey Miguel era establecer una iglesia eslava autocéfala, para reforzar su autoridad política. Por razones políticas, se dirigió a Roma, ya que en ese momento tenía relaciones poco amigables con Bizancio. Miguel supuso que el papa aprovecharía la oportunidad de expandir su jurisdicción en el sur de Dalmacia, pero el deseo de Miguel no se cumplió fácilmente. Aunque algunos estudios han afirmado que su solicitud de elevar el obispado de Antivari a arzobispado fue concedida en 1067, parece que la bula citada no es auténtica. En 1089, Constantino Bodin logró elevar el obispado de Antivari a arzobispado, a cambio de su apoyo al papa frente a un antipapa. Del nuevo arzobispado serían obispos sufragáneos los de Kotor, Dulciño, Svač, Escútari, Drivasto, Pola, Ras, Bosnia y Trebinje. Al obtener su promoción, adquirió una diócesis mucho más grande, incluido un territorio que antes no había reconocido la autoridad del papa: territorios del metropolitano de Dirraquio y del arzobispo de Ocrida, dos sedes que reconocían la jurisdicción del Patriarcado Ecuménico de Constantinopla. El nuevo territorio del Arzobispado de Antivari era meramente teórico: el edicto del papa solo podía afectar a las iglesias que reconocían a Roma. Hacer de Rascia un sufragáneo de Antivari tenía poca trascendencia, ya que la mayoría de sus iglesias dependían de Constantinopla, y no hay pruebas de que Vukan se sometiese a la autoridad de Roma. Dirraquio y Ocrida quizá perdiesen minúsculos territorios a lo largo de la costa y Doclea estuviese brevemente sometida a Roma, pero el interior de Doclea no se vio afectado, y junto con gran parte de la costa de Doclea (como la mayor parte de Kotor), siguió siendo un territorio ortodoxo.

### Declive
Con Bodin desaparecido, su esposa normanda, Jaquinta, temía que el sobrino de Bodin, Branislav, intentara tomar el poder antes de que sus hijos pequeños pudieran tomar el trono. Ella ordenó el arresto de Branislav y su familia y Branislav murió en cautiverio, mientras que sus otros 6 hermanos e hijos encontraron asilo en Ragusa. Así, en la prisa por reclamar el trono, se plantaron semillas de odio familiar. Después de la muerte de Bodin, su medio hermano Dobroslav II obtuvo el trono de Duklja. Al ver a una Duklja débil, los bizantinos comenzaron a entrometerse y enviaron a Kočopar, uno de los hermanos exiliados de Branislav, a tomar el trono. Consiguió la ayuda de Vukan de Raška y juntos derrotaron a Dobroslav. Sin embargo, hubo una pelea entre Kočopar y Vukan. Vukan expulsó a Kočopar, quien luego murió en el exilio. Los nobles dolenos eligieron a Vladimir, otro pariente más, que gobernó en paz como vasallo bizantino. Pero Jaquinta no se había rendido. Después de la muerte de Vladimir, hizo castrar y cegar a Dobroslav II (que todavía estaba en la cárcel) en caso de que recuperara el trono, asegurando así el trono para su hijo Đurađ (Jorge), c. 1114-18. Se había ganado el apoyo de una facción de nobles anti-bizantinos. La familia de Branislav volvió a huir a la seguridad bizantina, esta vez en Dirraquio. Allí obtuvieron el apoyo de los bizantinos, quienes expulsaron a Đurađ y encarcelaron a Jaquinta. Grubeša, uno de los hijos de Branislav, fue colocado en el trono en 1118. Gobernó pacíficamente hasta 1125. Đurađ había huido a Rascia y se aseguró el apoyo del nuevo gran Župan rascio, Uroš, que se cree que era el sobrino de Vukan. Uroš estaba alineado con los húngaros y era anti-bizantino. Invadió Duklja y volvió a colocar a Đurađ en el trono. Sin embargo, otra intervención bizantina derrocó a Đurađ por segunda vez, lo capturó y murió en cautiverio. Gradinja, uno de los hermanos de Grubeša, fue nombrado Rey, el último gobernante en tener tal título en Duklja. Murió de muerte natural en 1146 y fue sucedido por su hijo Radoslav. Radoslav solo llevaba el título de Knez (Príncipe).
La larga lucha interna de Duklja fue devastadora para su estatus, ya que se redujo a un Principado dependiente del apoyo bizantino y cada vez perdía más territorio frente a Raska. En el momento del reinado de Radoslav como príncipe, solo ocupaba una pequeña franja de tierra en la costa de Dukljan (de Kotor a Ulcinj). En 1166, gran parte de Duklja fue ocupada por Rascia, y en 1186, Stefan Nemanja anexó Duklja en su totalidad después de derrotar al último príncipe de Doclea: Mihailo.

## Gobernantes de Doclea
- Petrislav de Doclea, hacia 990-1000.
- Jovan Vladimir, hacia 1000-1016.
- Dragimir, príncipe de Travunia y Zahumlia
- Esteban Vojislav, 1034-1050.
- Rey Mihailo Vojislavljević, 1050-1081.
- Rey Constantino Bodin de Doclea y Dalmacia, 1081-1101.
- Reyes Dobroslav II y Mihailo de Doclea, 1101-1102.
- Rey Dobroslav III, 1102.
- Rey Kočopar de Doclea, 1102-1103.
- Rey Vladimir de Doclea, 1103-1113.
- Rey Jorge de Doclea, 1113-1118.
- Príncipe Grubeša de Doclea y Antivari, 1118 -1125.
- Rey Jorge de Doclea, 1125-1131 (restaurado).
- Príncipe Miguel de Zeta, hasta 1189.
- Stefan Nemanja, príncipe de Rascia, gran príncipe de Rascia, príncipe de Ibar, Toplica, Rasina y Reke, príncipe de Dubočica, príncipe de Doclea y de Moravia Occidental, 1186-1196.
- Vukan II Nemanjić, rey de Doclea y Dalmacia, 1196- 1208, ya como vasallo de su padre Stefan Nemanja, y después de su hermano Stefan II Nemanjić.